# Antonio Andò
Antonio Andò (Roma, 15 febbraio 1947) è un politico italiano.
Avvocato amministrativista, è figlio dell'ex senatore Oscar Andò, che fu sindaco di Messina e primo presidente della società Stretto di Messina.

## Formazione
Dopo aver frequentato le scuole dei Padri Gesuiti e il Liceo classico Maurolico, si laurea in giurisprudenza con il massimo dei voti, discutendo la tesi in Diritto Amministrativo “Controlli sostitutivi sugli enti locali”. Prima di diventare avvocato, compie la pratica presso lo Studio Sorrentino a Roma, tra i più importanti in Italia nel campo amministrativo, e presso il prof. Enzo Silvestri a Messina. Diventa ricercatore e assistente di Diritto Pubblico e Diritto Amministrativo nell'Università di Messina. È autore di pubblicazioni e articoli giuridici. È eletto presidente del Rotaract di Messina e governatore per l'Italia meridionale della stessa associazione giovanile del Rotary.

## Attività politica
Già durante gli studi universitari matura la sua passione per l'attività politica, quando viene eletto congressista dell'ORUM (l'organismo di rappresentanza degli studenti) nelle liste dell'Intesa Cattolica Universitaria, di cui diventa capogruppo, e componente della direzione provinciale della Democrazia Cristiana. Nel 1975 viene eletto consigliere comunale e immediatamente nominato assessore all'urbanistica di Messina.

### L'elezione a sindaco di Messina
Il 29 settembre 1976, a 29 anni, diventa sindaco di Messina, il più giovane sindaco d'Italia in una città capoluogo. Mantiene ininterrottamente la carica fino al 5 maggio 1987.
Mentre è sindaco, nel 1978 Antonio Andò è eletto presidente dell'Associazione Nazionale Comuni Italiani (ANCI) in Sicilia e nel 1979 componente del Comitato nazionale di Presidenza della stessa Associazione. Mantiene ambedue le cariche fino al termine della sindacatura.

### La nomina a senatore
Nel 1987 si dimette da sindaco e viene eletto senatore per la DC, nel collegio di Messina: ha 40 anni ed è il più giovane di quella legislatura. Come senatore ebbe i seguenti incarichi:
- componente della VIII Commissione legislativa permanente di Lavori pubblici, Poste, Trasporti e Comunicazioni;
- relatore della legge di riforma del sistema delle telecomunicazioni;
- co-relatore della legge Mammì di riordino del sistema radiotelevisivo;
- relatore della legge sulla casa del 1992 e del piano ANAS;
- relatore della commissione parlamentare di messa in stato d'accusa dei ministri Darida e Nicolazzi per lo scandalo sulle “carceri d'oro”;
- componente della commissione d'inchiesta sul terremoto dell'Irpinia del 1980 e della commissione per il terremoto in Belice.

Nel 1992, dopo tanti anni di politica ad alto livello, Andò preferisce tornare a dedicarsi ai suoi studi di Diritto amministrativo e all'attività legale. Per la sua riconosciuta competenza in questo campo dal 1996 al 2003 è componente del Consiglio di Giustizia Amministrativa, sezione siciliana del Consiglio di Stato.
Decide di tornare in politica e si candida alle Elezioni regionali in Sicilia del 2008, nella lista dell'MPA di Raffaele Lombardo nel collegio di Messina, ma ottiene solo 2.847 voti.